# Jan Fokkelman
Johannes Petrus (Jan) Fokkelman (Batavia (Nederlands-Indië), 23 maart 1940) is een Nederlands Hebraïcus en literatuuronderzoeker.

## Opleiding
Na zijn schooltijd in Amsterdam en Hengelo ging Fokkelman in 1958 Semitische talen en culturen studeren aan de Universiteit Leiden. Na zijn kandidaatsexamen richtte hij zich op het Hebreeuws in alle vier fasen van zijn geschiedenis, en een aantal dialecten van het Aramees en Ugaritisch.
Daarnaast deed hij een extra bijvak Bijbelse theologie bij de dogmaticus H. Berkhof. In 1963 studeerde hij Cum Laude af op een scriptie over de antropomorfe verschijning van God in het Oude Testament. Aansluitend volgde hij extra vakken Syrisch, Babylonisch, Soemerisch en literatuurwetenschappen.
In 1963 werd hij assistent bij prof. T. Jansma, bij wie hij in 1973 promoveerde. Naast het geven van colleges in een veelheid aan onderwerpen binnen zijn vakgebieden, richt hij zijn onderzoek vooral op de vertelling van Jacob in het boek Genesis. Zijn proefschrift, Vertelkunst in het boek Genesis, kwam in Engelstalige versie op de markt.

## Onderzoek
Fokkelman is een van de pioniers op het gebied van de literaire benadering van het Oude Testament (zelf zegt hij liever “Eerste Testament” of “Hebreeuwse Bijbel”). Hij onderzoekt de teksten met methodes van de moderne literatuurwetenschap, zoals close reading: in tegenstelling tot de algemeen gangbare historisch-kritische exegese, die er vooral op is gericht de reconstructie van de ontstaansgeschiedenis van de tekst en diens verbondenheid met zijn historische situatie te achterhalen, pleit Fokkelman ervoor de teksten te beschouwen als een samenhangende literaire eenheid. 

Na zijn promotie nam hij het boek Samuel onder handen, wat resulteerde in een vierdelige publicatie, Narrative Art and Poetry in the Books of Samuel (1981 – 1993, 2400 pagina’s).

Daarna richtte hij zijn aandacht op de Hebreeuwse poëzie: naast andere vooral het Boek der Psalmen en het boek Job. Een van zijn belangrijke ontdekkingen was dat de Hebreeuwse dichters hun lettergrepen nauwkeurig telden. De dichtregel in het klassiek Hebreeuws, die uit twee (soms 3) lijnstukken (cola) bestaat, heeft vaak een lengte van om en nabij 7 tot 9 lettergrepen. Veel gedichten scoren zelfs precies dat hele getal als gemiddeld aantal syllaben per colon. Het centrale getal 8 is op meer dan één manier maatgevend in het boek Job. Ook andere  eenheden, zoals strofen (bij elkaar behorende versregels) en stanza’s (bij elkaar behorende strofen), bestaan uit zorgvuldig uitgetelde hoeveelheden. Deze nauwkeurige balans geldt voor alle dichtwerken in het Oude Testament.

Zijn bevindingen gaf hij aan de openbaarheid prijs in opnieuw een vierdelig werk, Major Poems of the Hebrew Bible (1999-2004), waarin hij de structuur en prosodie beschrijft van (onder meer) het Boek der Psalmen en het Boek Job. 

De Hebreeuwse Universiteit van Jeruzalem reageerde op het proefschrift van Fokkelman door hem als fellow (1982-1983) aan haar Institute for Advanced Studies te benoemen. In 1990 verbleef hij als fellow aan het National Humanities Center in North Carolina, in 1998-1999 aan het NIAS in Rijksdorp (Wassenaar).

## Publicaties
- NARRATIVE ART IN GENESIS, Specimens of Stylistic and Structural Analysis, van Gorcum, Assen/Amsterdam 1975, 244 pp. (diss) ISBN 9789023213260
  - second edition, with a new foreword by Francis Landy, Sheffield 1991, (JSOT Press, the biblical seminar #12) ISBN 9781850753117
- Stylistic Analysis of Isaiah 40:1-11 OTS xxii (1981), pp.68-90 ISBN 9789004063723
- Everyday Life as Creation, a Stylistic Analysis of b.Tacanit 23a-b Jaarbericht Ex Oriente Lux 26 (1979-1980), pp.75-90 ISSN 0075-2118
- sede terumot in II Sam.1:21a - a non-existent Crux Mitteilung in ZAW 91 (1979), pp.290-292  ISSN 1613-0103
- De parabel van Nathan: een stijlanalyse, een psychodrama Nederlands Theologisch Tijdschrift 33 (1979), pp.275-286 ISSN 0028-212X
- NARRATIVE ART AND POETRY IN THE BOOKS OF SAMUEL, a Full Interpretation based on Stylistic and Structural Analyses.
  - Volume I: KING DAVID (II Sam.9-20 & I Kings 1-2) 517 pp  van Gorcum, Assen 1981 ISBN  9789023218524
  - Volume II: THE CROSSING FATES (I Sam.13-31 & II Sam.1) 808 pp van Gorcum, Assen 1986 ISBN 9789023221753
  - Volume III: THRONE AND CITY (II Sam.2-8 & 21-24), 440 pp van Gorcum, Assen 1990 ISBN 9789023225461
  - Volume IV: VOW AND DESIRE (I Sam.1-12), 664 pp van Gorcum, Assen 1993 ISBN 9789023227380
- Klassiek-hebreeuwse vertelkunst: een structurele aanzet Forum der Letteren 21 (1980), pp.155-176
- OOG IN OOG MET JAKOB, 138 pp van Gorcum, Assen 1981  ISBN 9789023217602
  - herziene, met vertalingen en een essay vermeerderde	tweede druk, 244 pp., Zoetermeer, 1999 ISBN 9789021137360
- Towards a Better Understanding of the Constitution of Meaning, VIIIth World Congress of Jewish Studies, Jerusalem 1981 Panel Sessions, Bible Studies and Hebrew Language, Jerusalem 1983, pp.37-45
- A Lie, Born of Truth, too Weak to Contain it. 	A Structural Reading of 2 Sam. i 1-16. OTS xxiii (1984), pp.39-55  ISBN 9789004070356
- De krans van verhalen over Abraham: hun structuur en betekenis Schrift 95 ( 1984), pp.39-55 ISSN 0167-3114
- Absalom, Asa, David, Jonathan: 4 lemmata Harper's Bible Dictionary, 1985 ISBN 0-06-069863-2
- Het literaire portret van David, de voornaamste contouren en structuren Schrift 103 (1986), pp.3-10 ISSN 0167-3114
- David en Jonathan De Nieuwe Boodschap, Leuven 1986, pp.241-245
- Genesis & Exodus, two chapters Robert Alter & Frank Kermode (eds.), THE LITERARY GUIDE TO THE BIBLE, Harvard University Press, Cambridge, MA, 1987, pp.36-65 ISBN 0-674-87530-3
- "On the Mount of the LORD there is Vision", a Response to Francis Landy concerning the Akedah, J.Cheryl Exum (ed.), SIGNS AND WONDERS, Biblical Texts in Literary Focus, Semeia Studies, Scholars Press, Missoula MO 1989 pp.41-57, ISBN 1 555 40249 6
- Saul & David - Crossed Fates Bible Review V,3 (1989), pp.20-32 ISSN 1544-2160
- Time and the Structure of the Abraham Cycle OTS 25 (1989), pp.96-109 ISBN 9789004091252
- Structural Reading on the Fracture between Synchrony and Diachrony Jaarbericht Ex Oriente Lux 30 (1987-88), pp.122-135 (lecture held in the Israel Academy of Sciences and Humanities, Jerusalem, Sept. 1984) ISSN 0075-2118
- The Structure of Psalm 68, OTS xxvi, 1990, pp.72-83. ISBN 9789004091924
- Iterative Forms of the Classical Hebrew Verb: Exploring the Triangle of Style, Syntax, and Text Grammar STUDIES IN HEBREW & ARAMAIC SYNTAX presented to Prof. J. Hoftijzer, (ed K.Jongeling, H.L. Murre-van den Berg & L. van Rompay) Leiden 1991, pp.38-55 ISBN 9789004095205
- Structural Remarks on Jud.9 and 19, SHA'AREI TALMON, Festschrift for Shemaryahu Talmon (eds. E.Tov, M. Fishbane, W. Fields), Winona Lake, Indiana, 1992, pp.33-45 ISSN 0021-2059  0021-2059
- Is the Literary Approach to the Bible a New Paradigm? THE LITERARY ANALYSIS OF HEBREW TEXTS, Papers read at a Symposium held at the Juda Palache Institute, (ed E.G.L. Schrijver, N.A. van Uchelen & I.E. Zwiep) Amsterdam, 1992, pp.11-34. ISBN 9789071396076
- De eerste sectie van de Bijbel: contouren en contrasten, STROMEN VAN EDEN, Genesis 1-11 in bijbel, joodse exegese en moderne literatuur, Festschrift N. Poulssen (ed W. van Weren en C. Verdegaal) Tilburg 1992, pp.13-28 ISBN  9789065974556
- David in rouw, Jota 23 (jaargang 6, 1994, uitgever KBS) blz.5-14 ISBN 90 6173 665X, ISSN 0924-297X
- The Song of Deborah and Barak: Its Prosodic Levels and Structure, POMEGRANATES AND GOLDEN BELLS, Studies in Biblical, Jewish, and Near Eastern Ritual, Law, and Literature in Honor of Jacob Milgrom (ed David P. Wright, David Noel Freedman, and Avi Hurvitz), Winona Lake, Indiana, 1995 pp.595-628 ISBN 0 931464 87 0
- Het Hebreeuwse bijbelverhaal in het licht van de psychologie, als essay toegevoegd aan de tweede druk van Oog in oog met Jakob, Meinema Zoetermeer 1999, ca. 25 pp.
- VERTELKUNST IN DE BIJBEL, EEN HANDLEIDING BIJ LITERAIR LEZEN, 1995, Boekencentrum, Zoetermeer, 222 pp. ISBN 9789023903239
  - Tweede druk 1997
  - READING BIBLICAL NARRATIVE, A Practical Guide,
    - hardback, DEO publications, Leiderdorp, 1999, 216 pp. ISBN 9789058540010
    - paperback, Westminster John Knox, Atlanta 2000, 216 pp.(subtitle here: An Introductory Guide) ISBN 0 664 22263 3

  - COMMENT LIRE LE RÉCIT BIBLIQUE, une introduction pratique, Lessius, Bruxelles, 2002 ISBN 2-87299-111-5
  - Chinese vertaling, 2003, Hong Kong, 271 pp.
  - Italiaanse vertaling COME LEGGERE UN RACCONTO BIBLICO, Guida pratica alla Narrativa biblica, Bologna, 2003, 236 pp. ISBN 9788810407455
  - Indonesische vertaling DI BALIK KISAH-KISAH ALKITAB, Penuntun Membaca Narasi Alkitab sebagai Karya Sastra, Jakarta 2008	 ISBN 978-979-687-512-2
- GENESIS 37 AND 38 AT THE INTERFACE OF STRUCTURAL ANALYSIS AND HERMENEUTICS. (ed L. de Regt, J. de Waard & J.P. Fokkelman), LITERARY STRUCTURE AND RHETORICAL STRATEGIES IN THE HEBREW BIBLE, Assen 1996, 270 pp, p152 – 187 ISBN 9789023230915
- The Cyrus Oracle (Is.44:24-45:7) from the Perspectives of Syntax, Versification, and Structure (ed M. Vervenne & J. van Ruiten) STUDIES IN THE BOOK OF ISAIAH, Festschrift W.A.M. Beuken (Bibliotheca Ephemeridum Theologicarum Lovaniensium # 132), 1997, pp.303-323 ISBN 9789061868170
- Poëzie uit het Oude Testament,  van IN DEN BEGINNE, (Raster 80) (1997), (red N. Matsier, W. van Toorn e.a.), pp.134-154 ISSN 0033-9938
- MAJOR POEMS OF THE HEBREW BIBLE, at the Interface of Hermeneutics and Structural Analysis.
  - Volume I: Ex.15, Deut.32 and Job 3, Assen 1998, 206 pp. ISBN 9789023233671
  - Volume II: 85 Psalms and Job 4-14, Assen, 2000, 559 pp. ISBN 9789023233817
  - Volume III: the remaining 65 Psalms, Assen, 2003, 443 pp. ISBN 9789023239369
  - Volume IV: Job 15-42 Assen, October 2004, 465 pp. ISBN 9789023240723
- Franciscus en de bijbel over macht, Franciscaans Leven 81 (1998) pp.155-161 ISSN 0015-9794
- Het portret van David en de compositie van de boeken Samuël, (B. Siertsema ed.), ER WAS EENS EEN KONING...DAVID VOOR ALTIJD, Kampen 1999, pp.8-22. ISBN 9789024292905
- DICHTKUNST IN DE BIJBEL, EEN HANDLEIDING BIJ LITERAIR LEZEN, Meinema, Zoetermeer, 261 pp, 2000 ISBN 9789021136936
  - READING BIBLICAL POETRY, An Introductory Guide, 243 pp Westminster John Knox, Louisville KY, 2001  ISBN 0-664-22439-3
  - MENEMUKAN MAKNA PUISI sebagai KARYA SASTRA, Jakarta 2009 ISBN 978 979 687 637 2
- Psalm 121, Liter, 2001 ISSN 1388-3143
- Psalm 130, (D. Duijzer ed.), De Profundis, Zoetermeer 2001 ISBN 9789023990536
- THE PSALMS IN FORM, The Hebrew Psalter in its Poetic Shape, 172 pp., Leiderdorp (Deo Publishing), 2002  ISBN 9789058540171
- The Structural and Numerical Perfection of Job 31, (M. Baasten & W. van Peursen eds.) Hamlet on a Hill. Semitic and Greek Studies presented to Professor for T. Muraoka on the Occasion of his Sixty-Fifth Birthday, Leuven 2003 pp. 215-232 ISBN 9789042912151
- Four chapters (General introduction, Introduction to biblical poetry, Psalms and Song of Songs) in, and editing of De Bijbel Literair, Zoetermeer 2003 ISBN  9789028932982
- Jan Fokkelman & Wim Weren (eds.) DE BIJBEL LITERAIR, Opbouw en gedachtegang van de bijbelse geschriften en hun onderlinge relaties, Zoetermeer 2003, 767 pp. ISBN  9789028932982
  - tweede druk 2005.
- J.P. Fokkelman & Gary A. Rendsburg, negda-na lekol 'ammo (Ps cxvi, 18b), Vetus Testamentum liii (2003), p.328-336 ISSN 0042-4935
- Psalm 131, Liter 36 (2005), pp.7-12 ISSN 1388-3143
- Jacob as a Character, pp.3-17 of BEThL (Bibliotheca Ephemeridum Theologicarum Lovaniensium) # 191, Leuven 2005 ISBN 978-90-429-1654-8
- Hanna: haar kind en haar lied, Liter 40 (2005), pp.13-21 ISSN 1388-3143
- Psalm 103: Design, Boundaries, and Mergers, OTS 55 (2007) pp.109-118 ISBN 9789004160323
- Job 10 Liter 52 (2008), pp. 62-70 ISSN 1388-3143
- Six lemmata (O. Wischmeyer ed.), LEXICON der BIBELHERMENEUTIK, Begriffe - Methoden - Theorien - Konzepte, Berlin 2009 (de Gruyter) ISBN 978-3-11-029274-9
- The Samuel Composition as a Book of Life and Death: Structural, Generic and Numerical Forms of Perfection, "For and Against David. Story and History in the Book of Samuel", (ed G. Auld and E.Eynikel) Bibliotheca Ephemeridum Lovaniensium Theologicarum # 232, Leuven 2009, pp. 15-46 ISBN 978 90 429 2284 6
- HET BOEK JOB IN VORM, een literaire vertaling, met inleiding en uitvoerige toelichtingen, uitgeverij SUN, Amsterdam, 2009, 275 pp. ISBN 978 90 8506 797 9
- Job 28 and the Climax in Chapters 29-31: Crisis and Identity, (Hanna Liss and Manfred Oeming ed), Literary Construction of Identity in the Ancient World (Proceedings of the Heidelberg Conference in July 2006), Winona Lake, Indiana, 2010 (Eisenbrauns) pp. 301-22 ISBN 1 57506 190 2
- Genesis, DE BIJBEL THEOLOGISCH, Hoofdlijnen en thema's (eds. Klaas Spronk & Archibald van Wieringen) Zoetermeer 2011 pp. 22-31 ISBN 978 90 2114 292 0
- THE BOOK OF JOB IN FORM, A literary translation with commentary, 336 pp., Studia Semitica Neerlandica # 58, Brill, Leiden/Boston, 2012 ISBN 9789004231580
- Jakob en de geheimen van de nacht, ACEBT 27 (2012), ed. K. Spronk: Genesis pp. 97-106 ISBN 978-94-90393-21-2
- The Song of Songs, a mercurial wonder "Welcome to the Cavalcade", Festschrift for Jonathan Magonet, 2013 pp.12 - 23; ISBN 09 880 53918
  - Duitse versie: Das Hohelied: Ein schillerndes Wunder, Begegnungen, Zeitschrift für Kirche und Judentum nr 4 (2011) pp.7-13 ISSN 1612-4340